# Хорват, Чаба (футболист)
Ча́ба Хо́рват (венг. Horváth Csaba; род. 2 мая 1982, Дунайска-Стреда, Трнавский край) — словацкий футболист, защитник

## Карьера

### Клубная
Воспитанник клубов «Шаморин» из одноимённого города и «Дубравка». В 2003 году переехал в Чехию, в клуб «Синот» из города Угерске-Градиште Злинского края, в составе которого и начал профессиональную карьеру. Находился в чешском клубе до августа 2005 года, так и не закрепившись в основном составе, провёл за это время всего лишь 7 матчей в чемпионате Чехии.
В июле 2004 года перешёл на правах годичной аренды в клуб «Лаугарицио» из Тренчина, в составе которого в сезоне 2004/05 сыграл 28 матчей, в которых забил 3 мяча в ворота соперников, после чего руководство клуба приняло решение полностью выкупить трансфер Хорвата, и уже в августе 2005 года Чаба стал полноправным игроком «Тренчина». В составе словацкого клуба играл до июля 2008 года, провёл за это время 78 матчей, забил 7 голов, был капитаном команды.
Затем перешёл на правах годичной аренды с возможностью продления контракта ещё на 3 года в нидерландский клуб «АДО Ден Хааг» из города Гаага. В составе нового клуба дебютировал 31 августа в выездном матче против роттердамской «Спарты», в котором его команда одержала победу со счётом 5:2, в том же матче на 15-й минуте забил и свой первый гол за гаагцев. Всего в сезоне 2008/09 провёл 25 матчей, в которых забил 4 мяча. В июне 2009 года срок аренды был продлён ещё на 1 год, хотя руководство клуба «АДО Ден Хааг» было настроено полностью выкупить трансфер игрока, однако, запрошенная «Тренчином» сумма компенсации оказалась слишком высокой.
С сезона 2013/14 выступает за польский клуб «Пяст».

### В сборной
Выступал за юношеские (разных возрастов, начиная со сборной для игроков до 16 лет) и молодёжную сборные страны.
В составе главной национальной сборной Словакии сыграл единственный раз 12 августа 2009 года, выйдя в стартовом составе проходившего в Рейкьявике товарищеского матча со сборной Исландии, в той встрече Чаба играл до 54-й минуты, после чего его заменил Мартин Петраш, игра в итоге завершилась со счётом 1:1.

## Личная жизнь
Брат Чабы — Войтех — тоже футболист.